# Bruno Eichgrün
Bruno Eichgrün (* 10. Januar 1877 in Berlin; † 2. Juni 1937 in Berlin-Schöneberg) war ein deutscher Schauspieler und Regisseur.

## Leben
Eichgrün hatte seinen Bühneneinstand im Jahre 1897 in Berlin gegeben, wechselte im Jahr darauf kurzzeitig nach Zürich, um bereits 1899 nach Berlin zurückzukehren. Bis zum Ersten Weltkrieg wechselten Berliner und Provinzbühnen einander ab, Eichgrün trat unter anderem an den Stadttheatern von Lübeck und Göttingen auf. An letztgenannter Spielstätte konnte er auch als Regisseur arbeiten.
Inmitten des Krieges stieß er zum Film, seine ersten Partnerinnen vor der Kamera waren seine spätere Ehefrau Mia Cordes und der Stummfilmstar Asta Nielsen. In nur wenigen Jahren avancierte Eichgrün mit Neben- und einigen wenigen Hauptrollen zum gefragten Charakterschauspieler und kooperierte bis Kriegsende mit so zentralen Filmschaffenden wie Harry Piel, Henny Porten, Lya Mara und Esther Carena. Kurz nach Kriegsende versuchte er sich auch mehrmals als Regisseur wenig aufwändig hergestellter Mystery-Thriller und Melodramen, die er für die Berliner Firma ‘Althoff & Co.’ herstellte. Keine dieser Inszenierungen, in denen oftmals Fritz Kampers mitwirkte, ist von filmhistorischer Bedeutung.
Bereits 1922 zog sich Bruno Eichgrün von der Filmregie weitgehend zurück, gründete aber im Oktober 1925 mit den Kaufleuten Georg Moritz von Wedel und Fred Schropp jr. die Deupa Deutsche Propaganda-Film GmbH (1925–1930) zur Herstellung von Werbefilmen für Verkehr, Industrie, Handel und Gewerbe. Er spielte weiterhin Rollen an Berliner Bühnen (von 1928 bis 1931 unter der Leitung Max Reinhardts) und trat erst in den frühen Tonfilm-Jahren für einige Chargenauftritte erneut mehrfach vor die Kamera.
Eichgrün starb infolge einer schweren Darmerkrankung im Krankenhaus von Berlin-Schöneberg.

## Filmografie (Auswahl)

### Schauspieler
- 1916: Im Lebenswirbel
- 1917: Das zweite Ich
- 1917: Der weiße Schrecken
- 1917: Das verlorene Paradies
- 1917: Der Antiquar von Straßburg
- 1917: Das Geschlecht der Schelme, 1. Teil
- 1917: Um eine Million
- 1917: Zur Strecke gebracht
- 1917: Die Sühne
- 1918: Die Dreizehn
- 1918: Frau Marias Erlebnis
- 1918: Nur um tausend Dollar
- 1918: Der Gezeichnete
- 1918: Das Dreimäderlhaus
- 1918: Das sterbende Modell
- 1918: Die blaue Laterne
- 1918: Die Badekönigin
- 1918: Der siebente Kuß
- 1918: Die Tochter des Rajah
- 1918: Kapitän Hansens Abenteuer
- 1919: Hotel Medusa
- 1919: Die Gespenster von Garden Hall
- 1919: Dem Glück entgegen
- 1919: Das Recht der freien Liebe
- 1920: Die Rache des Mestizen (2 Teile)
- 1920: Die Hand des Würgers
- 1920: Der Geistertanz
- 1920: Der falsche Baronet
- 1920: Der Komplize von Cincinnati
- 1920: Der Todesbote
- 1921: Das offene Grab
- 1921: Das Mädchen aus dem Sumpf
- 1921: Die drohende Faust
- 1921: Wer bin ich?
- 1921/23: Das goldene Haar
- 1922: Nur eine Nacht
- 1922: Frauen, die die Ehe brechen
- 1923: Die Welt in Flammen, 2. Teil
- 1924: Rex Mundi
- 1925: Der 1. Stand. Der Großkapitalist
- 1929: Das närrische Glück
- 1933: Ein gewisser Herr Gran
- 1934: Bitte ein Autogramm (Kurzfilm)
- 1934: Ihr größter Erfolg
- 1935: Glückspilze
- 1935: Die selige Exzellenz
- 1935: Eine Seefahrt die ist lustig

### Regisseur (Auswahl)
- 1919: Der Vampir von St. Louis
- 1920: Die Rache des Mestizen (2 Teile)
- 1920: Die Hand des Würgers
- 1920: Das Gasthaus von Chicago
- 1920: Das Geheimnis der Gladiatorenwerke
- 1920: Der Geistertanz
- 1920: Der falsche Baronet
- 1920: Weiße Liebe, roter Haß
- 1920: Der Komplize von Cincinnati
- 1920: Der Todesbote
- 1921: Die Apotheke des Teufels
- 1921: Das Mädchen aus dem Sumpf
- 1921: Die drohende Faust
- 1921: Erzgauner
- 1921/23: Das goldene Haar
- 1922: Die Kartenlegerin